# Jorge Massó
Pour les articles homonymes, voir Masso (homonymie) et Mustelier.
Jorge Rafael Massó Mustelier (né le 16 février 1950 à Santiago de Cuba) est un footballeur international cubain, qui évoluait au poste d'attaquant.

## Biographie

### Carrière en sélection
Véritable icône du football cubain des années 1970 et 1980, Massó participe notamment aux Jeux olympiques de 1976 et 1980 (six matches joués en tout). Il dispute aussi les tournois de qualification aux Coupes du monde de 1978 et 1982 (six matchs disputés, aucun but marqué).
Néanmoins Massó s'est surtout distingué dans les compétitions régionales comme les Jeux d'Amérique centrale et des Caraïbes (trois fois champion) et les Jeux panaméricains (finaliste en 1979).
Réputé par sa technique, il a refusé bon nombre d'offres pour jouer à l'étranger notamment celles du FC León (Mexique), Ferencváros (Hongrie), Chicago Sting (États-Unis), CS Herediano et Deportivo Saprissa (Costa Rica) ou encore l'Universidad de Chile (Chili).

### Après-carrière
Massó raccroche les crampons en août 1989, après un match d'adieu disputé au stade La Tropical de La Havane. Il habite actuellement à Río Chico dans l'État de Miranda au Venezuela et s'est reconverti en babalawo (prêtre yoruba).

## Palmarès

### En équipe de Cuba
- Vainqueur des Jeux d'Amérique centrale et des Caraïbes en 1970, 1978 et 1986.
- Finaliste des Jeux panaméricains en 1979.

### Distinctions individuelles
- Meilleur joueur des Jeux d'Amérique centrale et des Caraïbes en 1970[4].
- Ballon d'or du Tournoi Pré-olympique de la CONCACAF en 1984[5].
- Prix Llama de la Popularidad décerné par le magazine Opina en 1983[4].